# Villa de Ramos
Villa de Ramos là một đô thị thuộc bang San Luis Potosí, México. Năm 2005, dân số của đô thị này là 34516 người.